# 99% (Album)
99% ist das achte Album der spanischen Gruppe Ska-P. Es erschien am 5. März 2013 über Warner Music Group.

## Entstehungsgeschichte
99% wurde am 5. März 2013 veröffentlicht und enthält 15 Titel. Bislang wurden zwei Titel als Single ausgekoppelt, Canto a la rebelión und Se Acabó. Produzent des Albums ist Tony López. Es ist das zweite Album nach der Wiedervereinigung der Band 2008 und nach fünf Jahren das erste Studioalbum.
Der Albumtitel ist eine Anspielung auf den Spruch „We are the 99 percent“, ein bekanntes Zitat der Occupy-Bewegung.

## Auszeichnungen
99% wurde für den Latin Grammy 2013 in der Kategorie „Bestes Rockalbum“ nominiert. Die Auszeichnung erhielt jedoch letztlich Será von La Vida Bohème.

## Titelliste
| Nr. | Titel                   | Länge |
| --- | ----------------------- | ----- |
| 1.  | Full Gas (Instrumental) | 03:08 |
| 2.  | Canto a la rebelión     | 04:38 |
| 3.  | Ciudadano papagayo      | 04:08 |
| 4.  | Pandemia S.L.           | 04:02 |
| 5.  | Se acabó                | 04:07 |
| 6.  | Ska-Pa                  | 03:52 |
| 7.  | Marinaleda              | 04:23 |
| 8.  | Alí Babá                | 02:53 |
| 9.  | Victoria                | 03:21 |
| 10. | Bajo vigilancia         | 04:01 |
| 11. | Maquis                  | 05:03 |
| 12. | Oniómanos               | 03:18 |
| 13. | ¿Quiénes sois?          | 04:08 |
| 14. | Radio falacia           | 03:28 |
| 15. | África agónica          | 04:48 |

## Musikstil
Wie bereits frühere Veröffentlichungen zeichnet sich das Album durch fast durchweg schnell gespielten Skapunk aus. Nur die Ballade Africa Agónica erinnert an Roots Reggae. Simon Langemann von Laut.de vergleicht die Band in ihrer Brachialität sogar mit System of a Down. Damit spielt er weniger auf den Musikstil, als vielmehr auf die häufigen Tempowechsel, Breaks und Stilbrüche innerhalb eines Liedes an. Die Texte sind alle auf Spanisch verfasst.

## Rezeption
In der laut.de-Kritik urteilt Simon Langemann, dass 99% die Erwartungen der Fans an eine Ska-P-Platte erfülle, ohne Experimente einzugehen. Das Album weise wie gewohnt „punktgenaue Gitarrenoffbeats, unwiderstehlich tighte Bläsersätze, ausreichend Punkpower, spanische Mitsingrefrains - und nicht zuletzt jede Menge positive Energie gegen Faschismus“ auf. Das fast durchgehend hohe Tempo der Songs zerre jedoch „hier und da durchaus an den Nerven“, ebenso wie einige Refrainmelodien.
Kritiker Mark Read von Plattentests.de beschreibt 99% ebenfalls als ein Album, das vor allem auf Bewährtes setzt: „Locker-flockiger Offbeat“ treffe darin „auf harte Punk-Gitarren und hymnenhafte Melodien“. Es ähnele Ska-Ps viertem Studioalbum Planeta Eskoria (2000), wo „die Bläser […] aus allen Rohren“ feuern und die „Backgroundchöre johlen und pfeifen“. Auch inhaltlich greife das Album 99% die bekannten gesellschaftskritischen Themen auf. Es sei jedoch nie langweilig und enthalte in kleinen Dosen experimentelle Anteile, wie den Instrumental-Opener Full Gas mit „angejazztem Ende“ oder den Reggae von Africa agónica. Die Hymne Se acabó lobt Read als das womöglich bisher beste Lied von Ska-P.